# Manuel Piña y Cuevas
Manuel Piña y Cuevas (Ciudad de México, 12 de diciembre de 1804-12 de diciembre de 1877) fue secretario de Hacienda y diputado federal por el estado de Guerrero. Fue un político que propuso la creación de un Banco Nacional de Crédito Público, Depósito, Circulación y Descuento, que manejara la deuda exterior.

## Vida
Manuel Piña y Cuevas fue hijo de José Joaquín Piña Vega y su esposa, María de Guadalupe Cuevas Rivera. Nació en 1804, la época de dificultades para la Nueva España, debido a que el 12 de diciembre del año de su nacimiento estalló la guerra entre España e Inglaterra. El rey Carlos IV urgido de fondos para financiar el conflicto, expidió el 26 de diciembre de 1804 la Real Cédula de Consolidación de Vales Reales, la enajenación de bienes raíces y cobro de capitales de capellanías y obras pías cuya ejecución tuvo graves consecuencias económicas, sociales y políticas en España y sobre todo en las tierras del imperio, en especial en Nueva España. 
Este suceso constituyó la primera desamortización de los bienes de la Iglesia. Por consecuencia, su aplicación hizo que se cuestionara el funcionamiento del sistema colonial.
Manuel Piña y Cuevas estudió la carrera de leyes y se tituló en el Colegio de Abogados en 1833. Comenzó su carrera en el ramo hacendario durante el régimen centralista como Administrador de la Aduana Marítima de Matamoros en 1839. De regreso a la Ciudad de México y en vísperas de la guerra contra Estados Unidos en 1846 formó parte de Junta Superior de Hacienda junto con Manuel Payno y Juan Antonio de la Fuente. Durante los años de la ocupación norteamericana fue administrador general de Rentas y administrador de las Contribuciones Directas en el Distrito Federal.
Político encaminado a mejorar las finanzas públicas. Sin embargo, en un país que cambió de gobierno varias veces, por factores como los ataques de prensa continuos que recibía, tuvo que renunciar a su cargo. Uno de estos ataques fue en 1849 cuando un periódico lo acusó de reponer empleados que habían servido al invasor norteamericano, así como de favorecer a algunos empleados con altos sueldos en las aduanas y en las oficinas de la Ciudad de México.

## Ministro de Hacienda

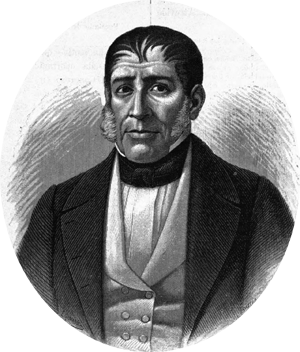
Manuel Piña y Cuevas fue secretario de Hacienda de José Joaquín de Herrera

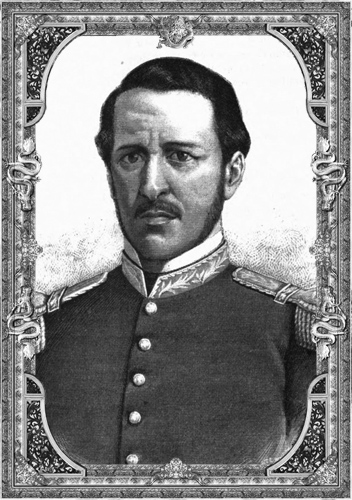
Manuel Piña y Cuevas fue secretario de Hacienda de Félix María Zuloaga Trillo

Fue Secretario de Hacienda después de la firma del Tratado de Guadalupe Hidalgo del 11 de septiembre de 1848 al 22 de marzo de 1849, bajo la presidencia de José Joaquín Herrera. Fue designado para mejorar la economía del país que se encontraba en quiebra, debido a la guerra contra Estados Unidos. Realizó un estudio que dio por resultado que el monto del déficit rebasaba los seis millones de pesos, para lo cual propuso restablecer el presupuesto repartiendo los fondos entre todos los rubros y la creación de una contribución directa. Después, bajo la presidencia de Félix Zuloaga fue designado nuevamente Secretario de Hacienda del 25 de abril al 9 de julio de 1858. 
Durante el primer período como secretario, Manuel Piña y Cuevas presentó un proyecto ante la Cámara de Diputados. En este proyecto, propuso la creación de un Banco Nacional para el manejo de las deudas externas. Sus tres primeros artículos fueron: 

Art. 1º Se establece un Banco Nacional de Crédito Público, Depósito, Circulación y Descuento.

Art 2º Este banco descansará en la buena fe de la República , la cual considerará sus capitales como inviolables

Art 3º A este banco se encomienda especialmente la conciliación, conversión y amortización de la deuda nacional.

En 1851, Manuel Piña y Cuevas propuso un plan para salvar a la nación de la crisis financiera. El plan contenía los siguientes puntos: 

1.Aumento de un millón doscientos mil pesos al contingente anual de los Estados, cuya cantidad debería dividirse a proporción de la población de cada uno de ellos.
2.	Aumento de dos al millar a la contribución sobre las fincas de toda la República.
3.	 Sistematizar en todos los Estados la renta de Tabaco
4.	Imponer un centavo de derechos a la venta de manta, dos a la hilaza y tres a los géneros de lana
5.	Aumento del 10% sobre el producto de las aduanas para el pago de la deuda interior 

6.	Facultades de hacer un arreglo con los acreedores de que habla la ley de crédito público.

## Principales leyes, decretos y reglamentos
| Fecha              | Decreto |
| 22 de mayo de 1829 | Decreto sobre arreglo de las aduanas fronterizas de la República. |
| 30/Ene/1849        | Acuerdo con el delegado español, para destinar un 2% de los ingresos aduanales al pago de la Convención Española. |
| 10/ Jun/ 1851      | Orden. Se establece una junta consultiva de Hacienda. |
| 17/Jun / 1851      | Orden. Se manda entregar a los empresarios del camino de fierro el derecho de avería. |
| 4/Ago/ 1851        | Decreto del Congreso. Se ordena que se cambie el dinero del fondo del crédito público por libranzas de las aduanas marítimas. |
| 28 /Abr/ 1858      | Decreto. Aclaraciones relativas a los bienes eclesiásticos de la diócesis de Puebla intervenidos. Se previene la devolución de los bienes que pertenecieron a las iglesias, conventos y obras pías a que correspondían, y se ofrece establecer un fondo para indemnizarlos. |
| 15/May./1858       | Decreto. Reorganización de la Junta de Crédito Público. Dirigir las aduanas marítimas y fronterizas |
| 29/May./1858       | Decreto. Reorganización de la Tesorería General. |
| 31/May./1858       | Decreto. Se fijan condiciones para permitir la internación de efectos o cargamentos detenidos en la plaza de Veracruz. |

## Últimos años
Manuel Piña y Cuevas muere en 1877. Un año antes en 1876 surge el Plan de Tuxtepec por parte de Porfirio Díaz para derrocar al presidente Sebastián Lerdo de Tejada. Lerdo de Tejada buscaba su reelección, ya que había sido presidente desde 1872, pero no lo logró. Por lo tanto, el 28 de noviembre de 1876 toma la presidencia el General Porfirio Díaz. 